# 勒托尔凯讷
勒托尔凯讷（法語：Le Torquesne，法語發音：[lə tɔʁkɛn] ⓘ）是法国卡尔瓦多斯省的一个市镇，属于利雪区。

## 地理
勒托尔凯讷（49°13'3"N, 0°10'4"E）面积5.26 平方千米，位于法国诺曼底大区卡爾瓦多斯省，该省份为法国西北部沿海省份，北濒大西洋英吉利海峡，东北与滨海塞纳省以海上边界相接，东临厄尔省，南至奧恩省，西与芒什省接壤。
与勒托尔凯讷接壤的市镇（或旧市镇、城区）包括：欧日地区勒布勒伊、科坎维利耶、福尔芒坦、马内尔布、圣伊梅尔。

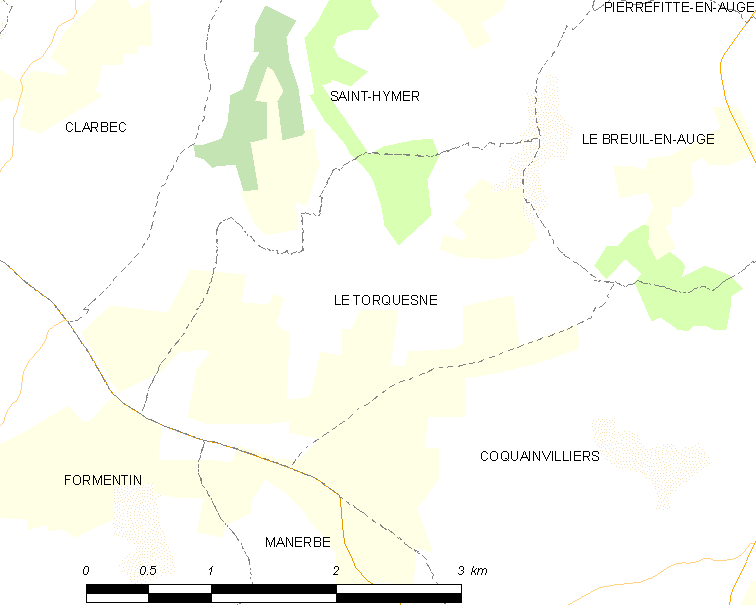
勒托尔凯讷的OSM定位图

勒托尔凯讷的时区为UTC+01:00、UTC+02:00（夏令时）。

## 行政
勒托尔凯讷的邮政编码为14130，INSEE市镇编码为14694。

## 政治
勒托尔凯讷所属的省级选区为蓬莱韦克县。

## 人口

1962-2008年间勒托尔凯讷人口变化图示

勒托尔凯讷于2022年1月1日时的人口数量为529人。